# Болезнь и кончина честной женщины Шлампампе
«Болезнь и кончина честной женщины Шлампампе» (нем. Der ehrlichen Frau Schlampampe Krankheit und Tod) — комедия немецкого писателя Христиана Рейтера, впервые поставленная на сцене и опубликованная в 1696 году.
Пьеса стала продолжением комедии Рейтера «Честная женщина из Плиссина» (1695). Главная героиня обоих произведений — фрау Шлампампе, приземлённая мещанка, которая претендует на принадлежность к высшему обществу, что и создаёт основной комический эффект. В «Болезни и кончине» эта женщина отправляет своих детей за дворянским дипломом, а когда эта поездка заканчивается неудачей, так огорчается, что умирает.
Исследователи отмечают, что «Болезнь и кончина» заметно уступает «Честной женщине» по своим художественным достоинствам. На том же материале Рейтер написал ещё одно произведение — надгробную речь «В память почившей в бозе честной женщины Шлампампе» (1696 или 1697). Сюжетно с комедией связан и роман «Шельмуфский».